# Хреновской конный завод
Хреновской конный завод, Хреновский конский завод — предприятие (конный завод) по разведению лошадей, открытое акционерное общество.
Завод расположен в селе Слобода Бобровского района Воронежской области. Хреновский завод, Воронежской губернии служил племенным репродуктором битюгской породы.

## История
Завод был основан 24 октября 1776 года графом А. Г. Орловым-Чесменским. 
Комплекс зданий Хреновского конезавода возводился с 1810 года по 1818 год по проектам архитектора Д. И. Жилярди. Толщина стен в конюшнях достигает 90 см. Площадь крыш 4,5 га. Длина по периметру более 5 км.
На заводе была выведена порода рысистых лошадей — Орловская.
В 1811 году графиня Анна Алексеевна Орлова-Чесменская назначила управляющим крепостного В. И. Шишкина, селектора, который внес большой вклад в становление завода.
После увольнения В. И. Шишкина (1831 год) управляющими стали Седин и подполковник Кромешной. За время работы они привели конезавод в плачевное состояние, при котором многие лошади оказались беспородными, поголовье уменьшилось больше, чем в два раза. 
Орлова продала завод в казну государства за 6,5 млн руб. ассигнациями. Далее Хреновской конезавод стал государственным. Чаще всего им управляли генералы. Обслуживали завод солдаты и нижние чины армии. По инициативе и на личные средства главноуправляющего государственным коннозаводством графа И. И. Воронцова-Дашкова при заводе была учреждена школа наездников.
С 1880 года завод обслуживали вольнонаёмные люди из числа бывших солдат и членов их семей, но управлять им продолжали люди с высокими воинскими званиями или шталмейстеры. В начале XX столетия в Казённом Хреновском заводе начали разводить арденских лошадей.
В гражданскую войну лошадей три раза эвакуировали на Тамбовщину.
После Гражданской войны в этом заводе собрали всех лучших представителей орловской породы, уцелевших во время войны, в основном из ликвидированного Прилепского конного завода, который считался лучшим в России по орловцам.
Здесь были заложены действующие до сих пор линии орловской породы — Улова, Ловчего и Барчука.
В Великую Отечественную войну лошадей эвакуировали на Урал в Курганскую область, где они были до 1944 года.
30 августа 1960 года решением Совета Министров РСФСР архитектурный ансамбль завода взят под охрану государства как памятник старины и русского зодчества первой категории.
В течение XX века Хреновской конный завод вырастил самое большое количество жеребцов-производителей. Максимальной славы он смог достичь в 1940-е — 1950-е годы. В Хреновском конном заводе были рождены такие знаменитые орловцы тех лет, как рекордист Морской Прибой и победительница призов «Всесоюзное Дерби» и Всесоюзный приз «Барса» на Московском ипподроме Былая Мечта. Выращенные здесь орловские рысаки в течение XX века установили 31 рекорд. 
На 1 января 2001 года в заводе было выращено 247 орловских рысаков класса 2 мин. 10 с и резвее на дистанции 1 600 м, 17 рысаков класса 2 мин. 05 с и резвее, 11 орловцев получили звание чемпионов выставки ВДНХ и ВСХВ. Экспертами с 1976 по 2000 год пятьдесят один хреновской орловец были признаны лучшими по типу и экстерьеру.

## В XXI веке
На 2021 — 2022 год Хреновской конезавод являлся крупнейшим заводом в мире, разводящим орловского рысака. Лучшие питомцы выступают на ипподромах России: орловские рысаки в рысистых бегах и соревнованиях троек, на Центральном московском и Пятигорском ипподромах. 
Главный зоотехник — О.В Агалакова.
На территории завода действует единственное учебное  учреждение в нашей стране,  которое готовит тренеров-наездников.

## Руководство (годы)

### Управляющий
- В. И. Шишкин[1] (1811 — 1831)
- И. П. Седин (1831 — 1834)
- П. И. Кромешной (1834 — 1845)[11]
- И. И. Воронцов-Дашков